# Salvia pansamalensis
Salvia pansamalensis là một loài thực vật có hoa trong họ Hoa môi. Loài này được Donn.Sm. miêu tả khoa học đầu tiên năm 1897.